# Organotrifluorboritany

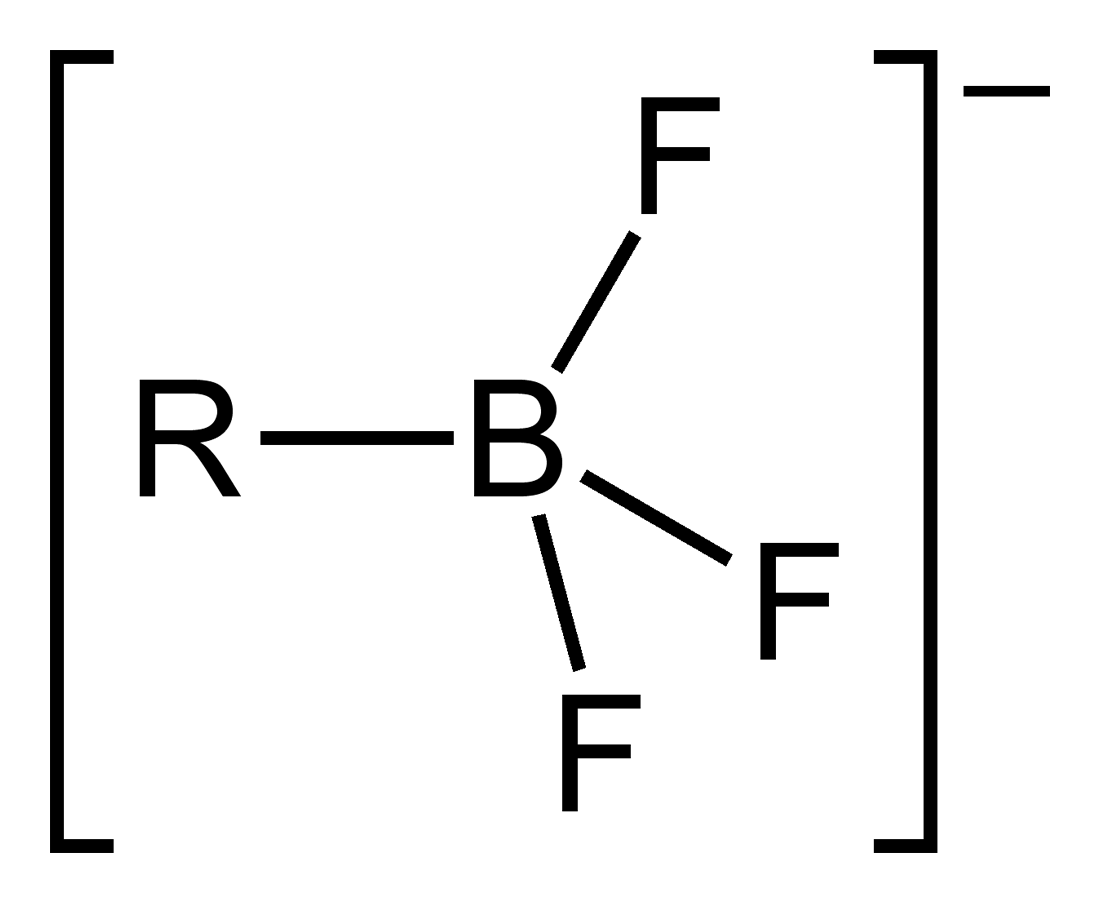
Obecný strukturní vzorec organotrifluorboritanového aniontu

Organotrifluorboritany jsou organoborité sloučeniny obsahující anion s obecným vzorcem [RBF3]−. Lze je považovat za chráněné boronové kyseliny nebo za adukty karboaniontů s fluoridem boritým. Organotrifluorboritany jsou odolné vůči vzduchu a vlhkosti a snadno se přečišťují i přechovávají.
Organotrifluorboritany jsou častýmí náhradami boronových kyselin (RB(OH)2), boronátových esterů (RB(OR′)2) a organoboranů (R3B) v organické syntéze, například při Suzukiových reakcích.

## Struktura
|                                                                |                                                  |
| model struktury [PhBF3]− v rámci krystalové struktury K[PhBF3] | prostorový diagram krystalové struktury K[PhBF3] |

## Příprava
Organotrifluorboritany se připravují reakcemi boronových kyselin (RB(OH)2) s hydrogendifluoridem draselným za tvorby trifluorboritanových solí (K[RBF3]).

## Reakce
Organotrifluorboritany jsou silné nukleofily, reagují s elektrofily i za nepřítomnosti katalyzátorů z přechodných kovů.

## Mechanismus
Mechanismus Suzukiových reakcí s využitím organotrifluorboritanů byl podrobně prozkoumán. Organotrifluorboritan se nejprve hydrolyzuje na odpovídající boronovou kyselinu, takže lze místo organotrifluorboritanů použít boronové kyseliny, pokud jsou přidávány pomalu a opatrně.